# Черепаха (галера, 1755)
«Черепаха» — галера Балтийского флота Российской империи, одна из 24 галер типа «Анчоус», участник Семилетней войны 1756—1763 годов.

## Описание галеры
16-баночная галера с деревянным корпусом, одна из 24 галер типа «Анчоус». В качестве основного движителя судна использовалось 16 пар вёсел, также галера была оборудована вспомогательным косым парусным вооружением.
Точных сведений об особенностях конструкции и артиллерийском вооружении галеры «Черепаха» не сохранились, однако большинство 16-баночных галер, строившиеся для Российского императорского флота, были оснащены двумя мачтами с латинским парусным вооружением и имели по 4 гребца на каждое весло, а их артиллерийское вооружение в большинстве случаев состояло из одной 12-фунтовой и двух 8-фунтовых пушек, а также из 8—10 фальконетов.

## История службы
Галера «Черепаха» была заложена на стапеле Галерной верфи Санкт-Петербурга в 1753 году и после спуска на воду в 1755 году вошла в состав Балтийского флота России. Строительство вёл кораблестроитель А. И. Алатченинов.
Принимала участие в Семилетней войне 1756—1763 годов.
В кампанию 1766 года под командованием капитан-лейтенанта П. В. Третьякова совершала плавания между Санкт-Петербургом и Фридрихсгамом.
По окончании службы в 1770 году галера «Черепаха» была разобрана.

### Комментарии
1. ↑  Всего в рамках серии было построено 24 галеры: «Анчоус» (головное судно проекта), «Белуга», «Бочан», «Буцефал», «Голубь», «Добрая», «Зуй», «Лебедь», «Лисица», «Морская лошадь», «Надежда», «Нарова», «Острая», «Барс», «Ижора», «Павлин», «Слон», «Тосна», «Фридрихсгам», «Ястреб», «Единорог», «Непобедимая», «Черепаха» и «Чечётка»[1].
2. ↑  Или 16 банок[2].